# Pečovnik
Pečovnik – wieś w Słowenii, w gminie miejskiej Celje. W 2018 roku liczyła 271 mieszkańców. 